# Sierra Calderona
La sierra Calderona o sierra de la Calderona es una unidad montañosa situada en la Comunidad Valenciana. Forma una alineación montañosa de orientación noroeste a sudeste que se extiende desde la sierra de Javalambre hasta cerca del mar Mediterráneo, en Puzol. Separa las cuencas de los ríos Palancia y Turia, y las provincias de Castellón y Valencia. A su alrededor, se sitúan las comarcas del Alto Palancia, Campo de Murviedro, Campo de Turia y la Huerta Norte.
La parte oriental de la sierra ha sido protegida bajo la figura de parque natural por la Generalidad Valenciana desde 2002.

## Toponimia
La sierra se conocía antiguamente como Monts de Porta Coeli, en honor al monasterio Cartuja de Porta Coeli situado en sus montañas. El nombre de Calderona tiene su origen en el siglo XVII, cuando una mujer conocida como María Calderón «La Calderona», una de las amantes favoritas del rey Felipe IV de España, se escondió en estas montañas entre los bandidos.

## Descripción física
La sierra Calderona forma parte del sistema Ibérico y constituye, junto a la Sierra de Espadán, una de las derivaciones más próximas a la costa.
Las dimensiones del conjunto, de más de 35 kilómetros de distancia en línea recta entre el Montmayor (en Altura) y el Picayo (Sagunto), han dificultado la delimitación del conjunto, sobre todo por el cuadrante noroeste donde la Calderona se difumina entre las sierras que descienden de la cordillera de Javalambre: la sierra de Andilla y la sierra del Toro principalmente. A la umbría, el valle del Palancia, y a la solana, las llanuras del Campo de Turia como la hoya de las Alcublas y el llano de Liria y más al sur la llanura de la Huerta Norte.
Las principales alturas de la alineación se encuentran hacia el interior, cuanto más se aproximan al noroeste, y va descendiendo de forma escalonada hacia la costa. Así, la máxima altura se encuentra en el Montmayor (1.017 m.) en el término de Altura (Alto Palancia) y siguiendo en dirección sureste se encuentran las cimas del Gorg (907 m.) en Gátova (Campo de Turia), el Alto de la Nevera (714 m.), Rebalsadors (798 m.), el Garbí (593 m.) y ya tocando la costa el Picayo (363 m.) y el Cabeç Bord (238 m.).
La red hidrográfica se divide en dos: los barrancos y ramblas que repliegan las aguas de la vertiente norte, incluida en la cuenca del río Palancia, donde destacan la rambla de la Cartuja o el barranco de Árguinas; y por el sur el barranco del Carraixet que nace en Gátova y recoge otros afluentes como del barranco del Cirer.
En cuanto a la vegetación, se ha visto influenciada por los contrastes entre los terrenos calcáreos, de grises claros, y el gres rojo en el que crecen el alcornoque, el laurel (o durillo) y el madroño. Estos árboles, junto con los campos cultivados de algarrobos y olivos, configuran un espacio típicamente mediterráneo.

## Sierra Calderona o de Portaceli
La denominación de la sierra ha variado a lo largo del tiempo y los escritores la han mencionado con topónimos diversos. En el XVIII el botánico Cavanilles fue el primero que la describió, con el nombre de «montañas de Portaceli». Los excursionistas del siglo XX, siguiendo el criterio de unificación y de búsqueda de soluciones, divulgaron el nombre de Calderona, que corresponde al sector más meridional, donde existía un collado y un barranco con ese nombre. Posiblemente, la difusión del dicho refrán «A robar, a la Calderona»  —que se usa para protestar de un precio que se considera abusivo  — ha influido en la consolidación del nombre actual. La sierra presenta un conjunto irregular de montañas salpicadas por barrancos, valles y collados, que han mantenido un paisaje abrupto, lleno de escondrijos, cuevas y simas. Esta orografía facilitó que fuera usada como refugio por los bandoleros.[cita requerida]

## Protección
Parte de la sierra fue declarada Parque Natural en enero de 2002 por parte de la Generalidad Valenciana por sus valores ecológicos, paisajísticos y etnográficos. La zona protegida afecta a 18.019 hectáreas del sector oriental de la sierra, la que afecta a los municipios de Altura, Segorbe, Gátova, Marines, Olocau, Serra, Náquera, Estivella, Segart, Albalat de Taronchers, Gilet y Sagunto. Un total de tres comarcas: el Alto Palancia, el Campo de Turia y el Campo de Murviedro.

## Galería

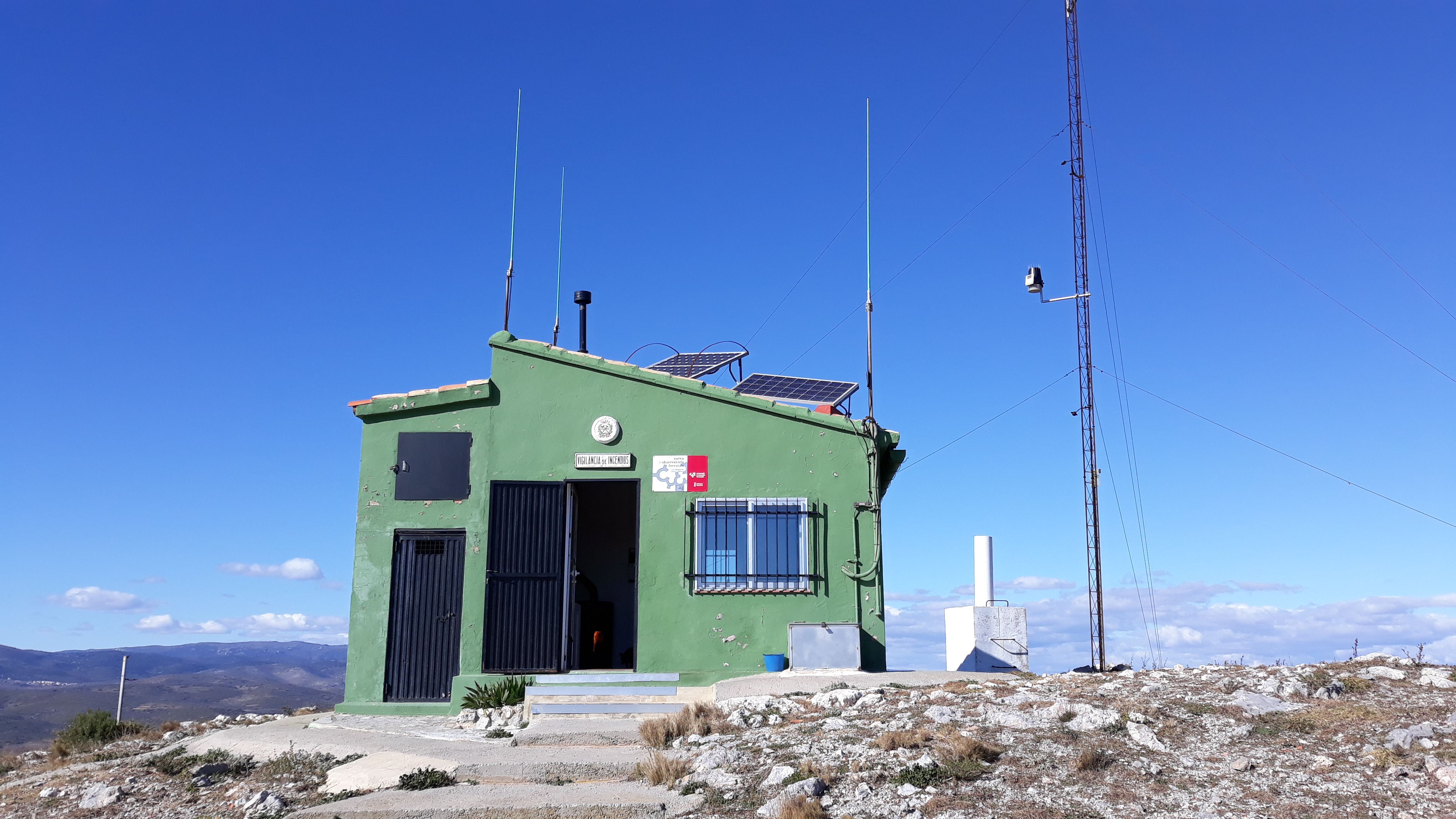
Cima del Montmayor (1.017 m.), máxima altura de la sierra en el término de Altura.
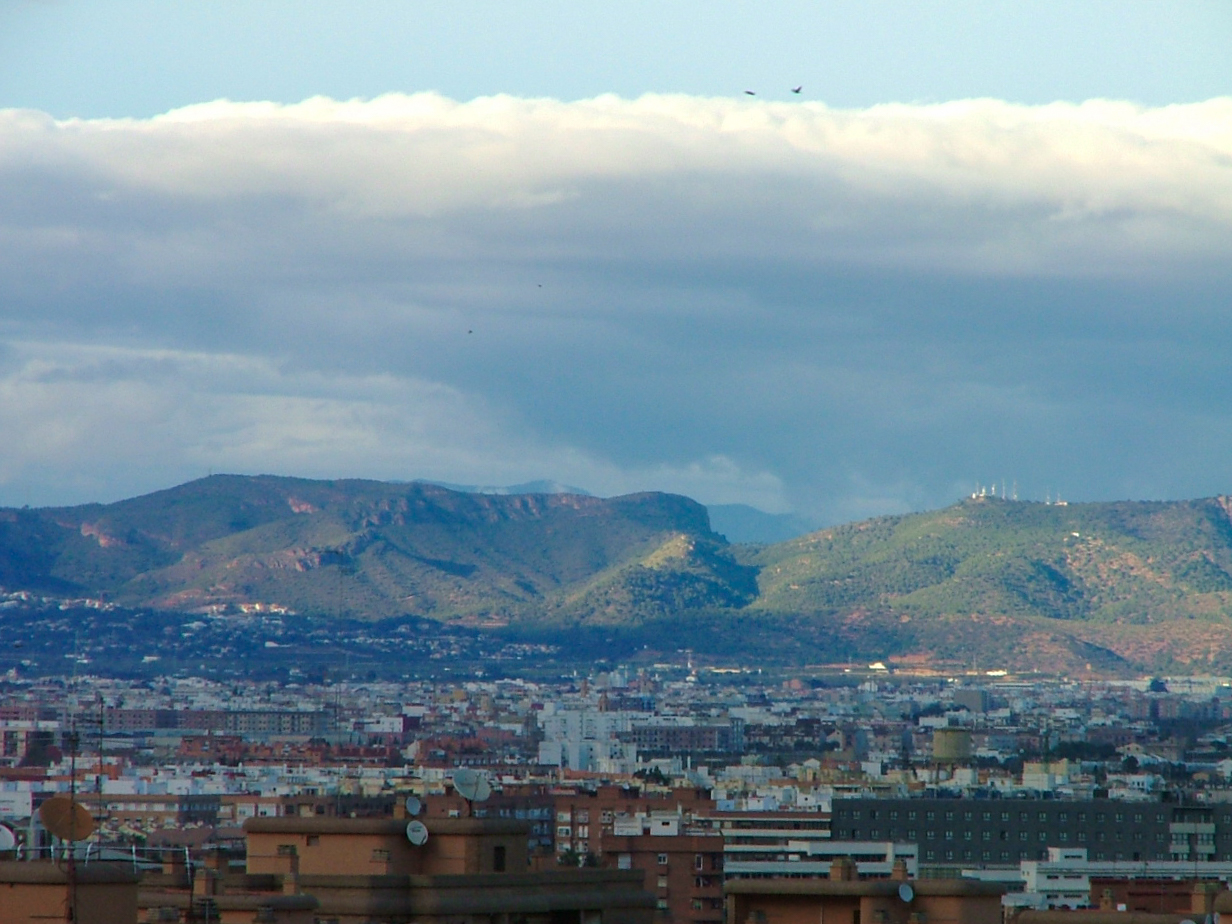
Solana de la sierra Calderona desde Valencia
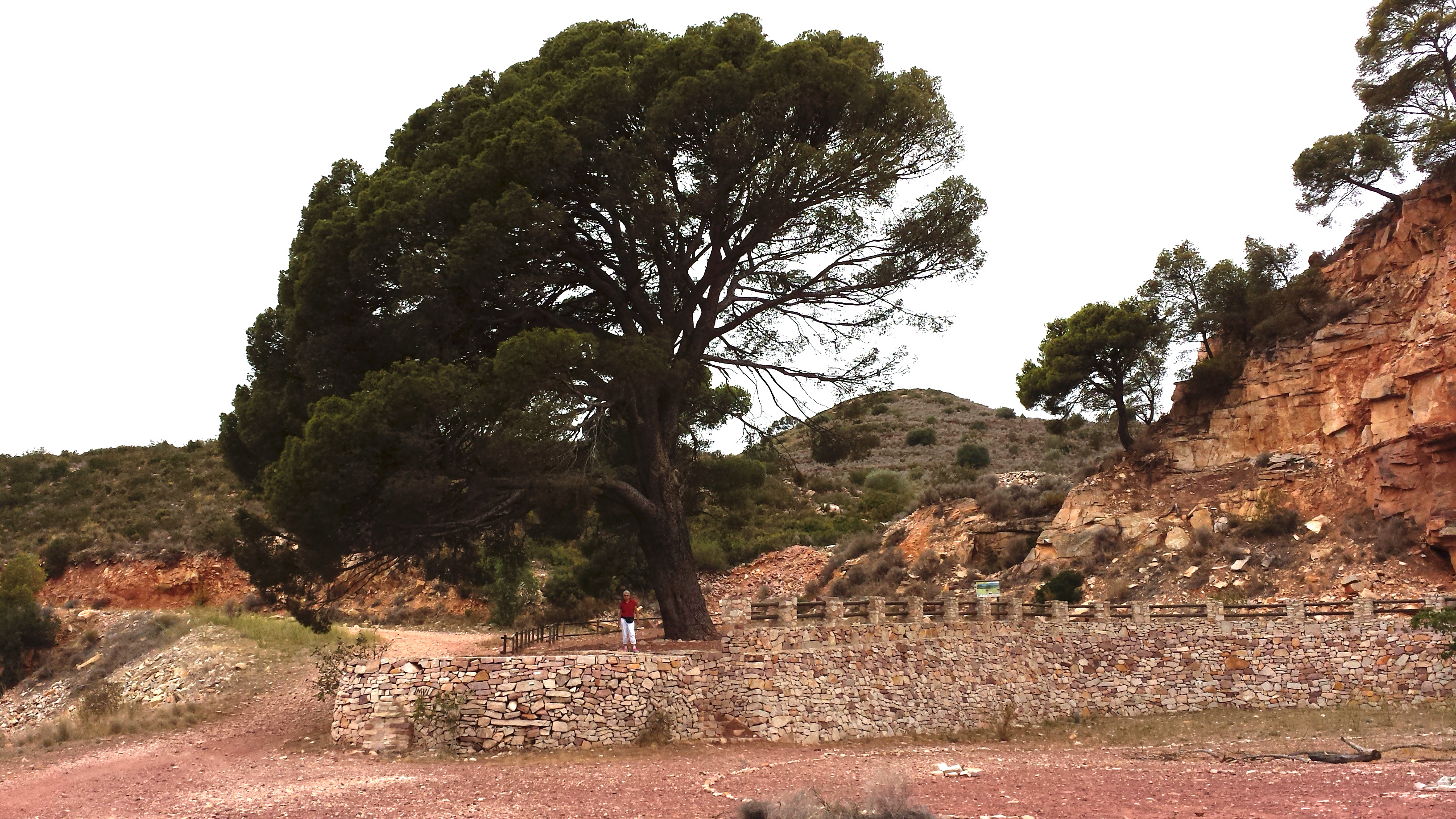
Paraje del Pi del Salt, Náquera (vertiente sur)
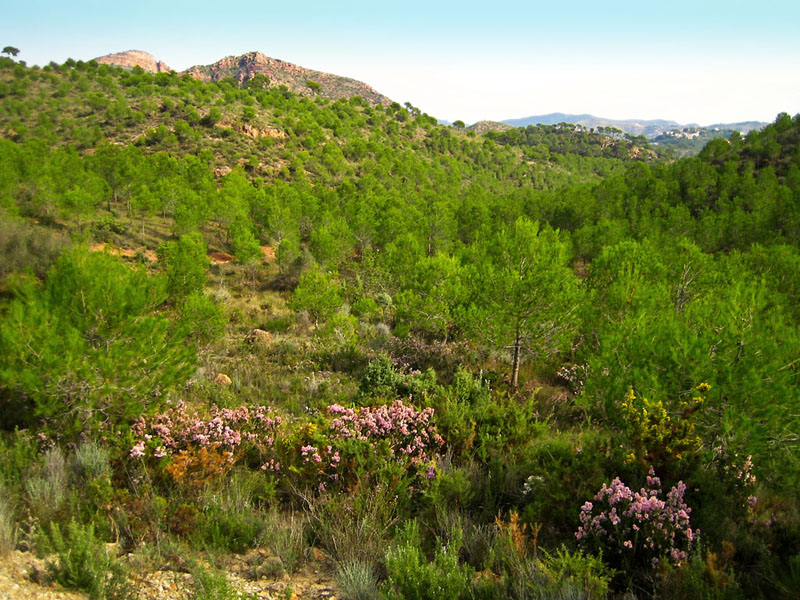
Bosque mediterráneo en Sancit Spiritu (vertiente norte)
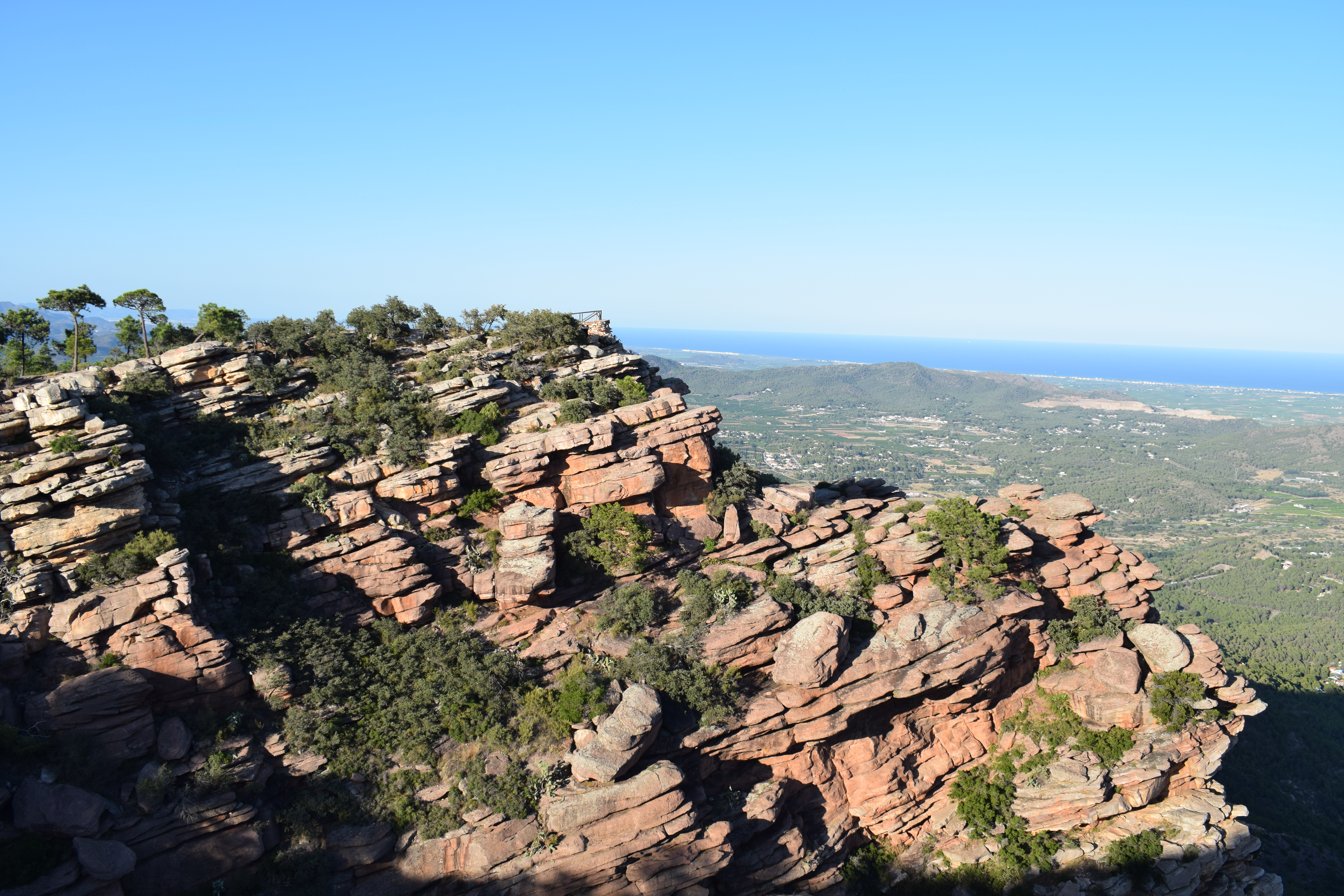
Cumbre del Garbí (593 m.), mirador del Mediterráneo.
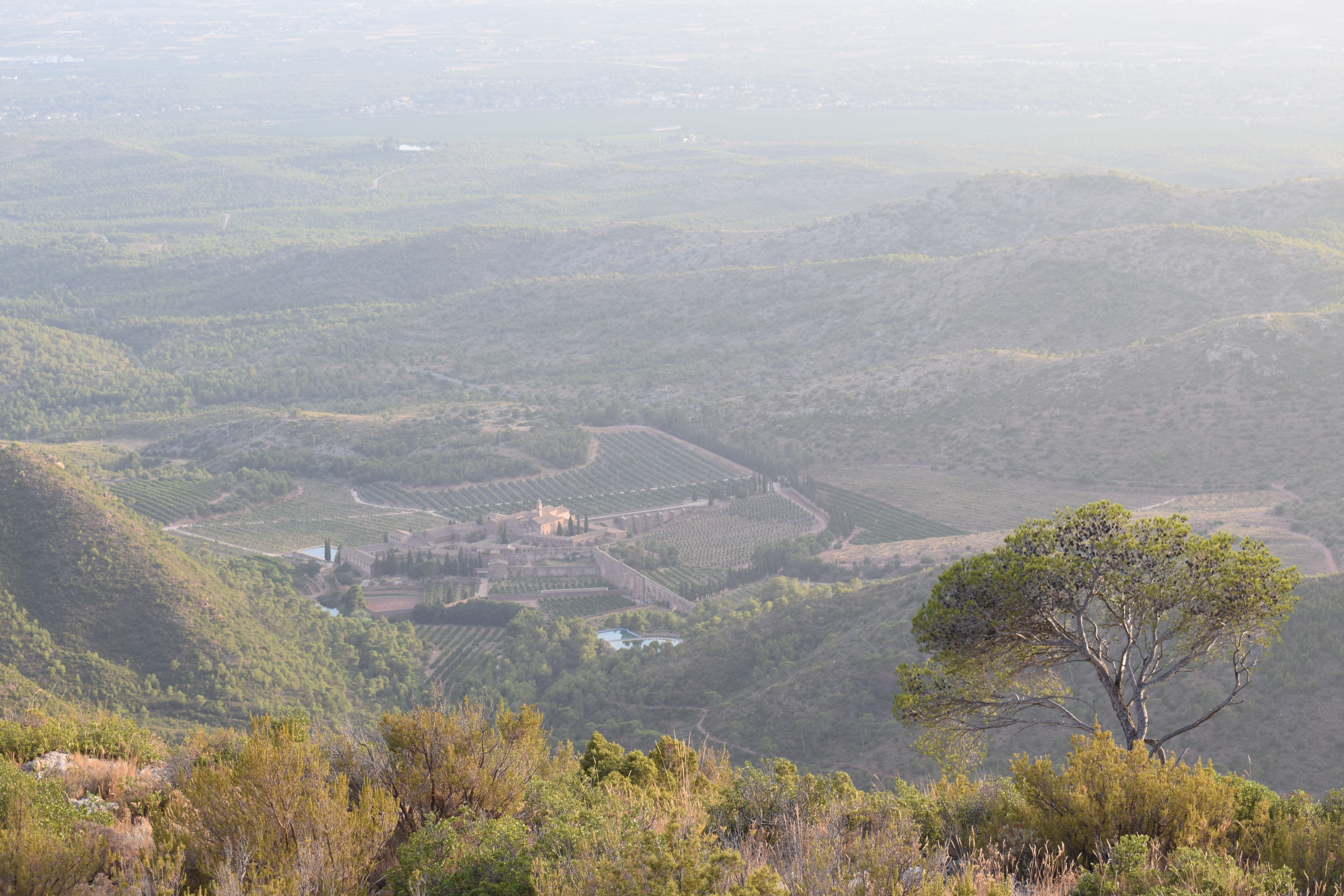
Portaceli y el valle de Lullén (vertiente sur) desde los Rebalsadors
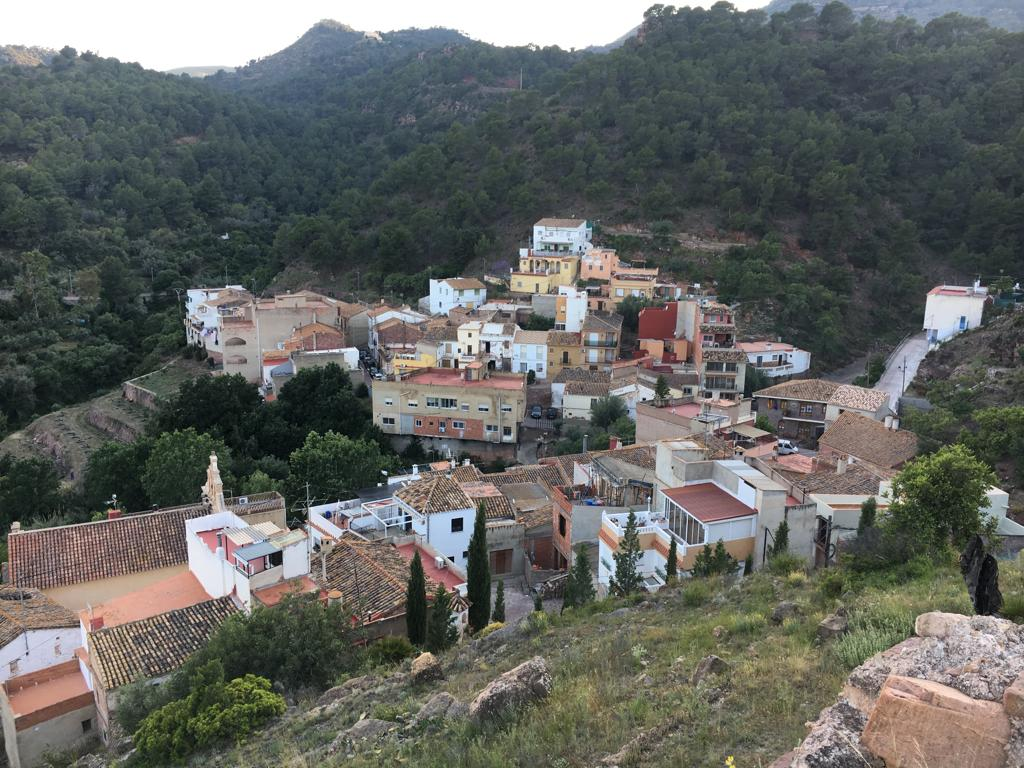
Segart, pueblo situado en el corazón de la sierra
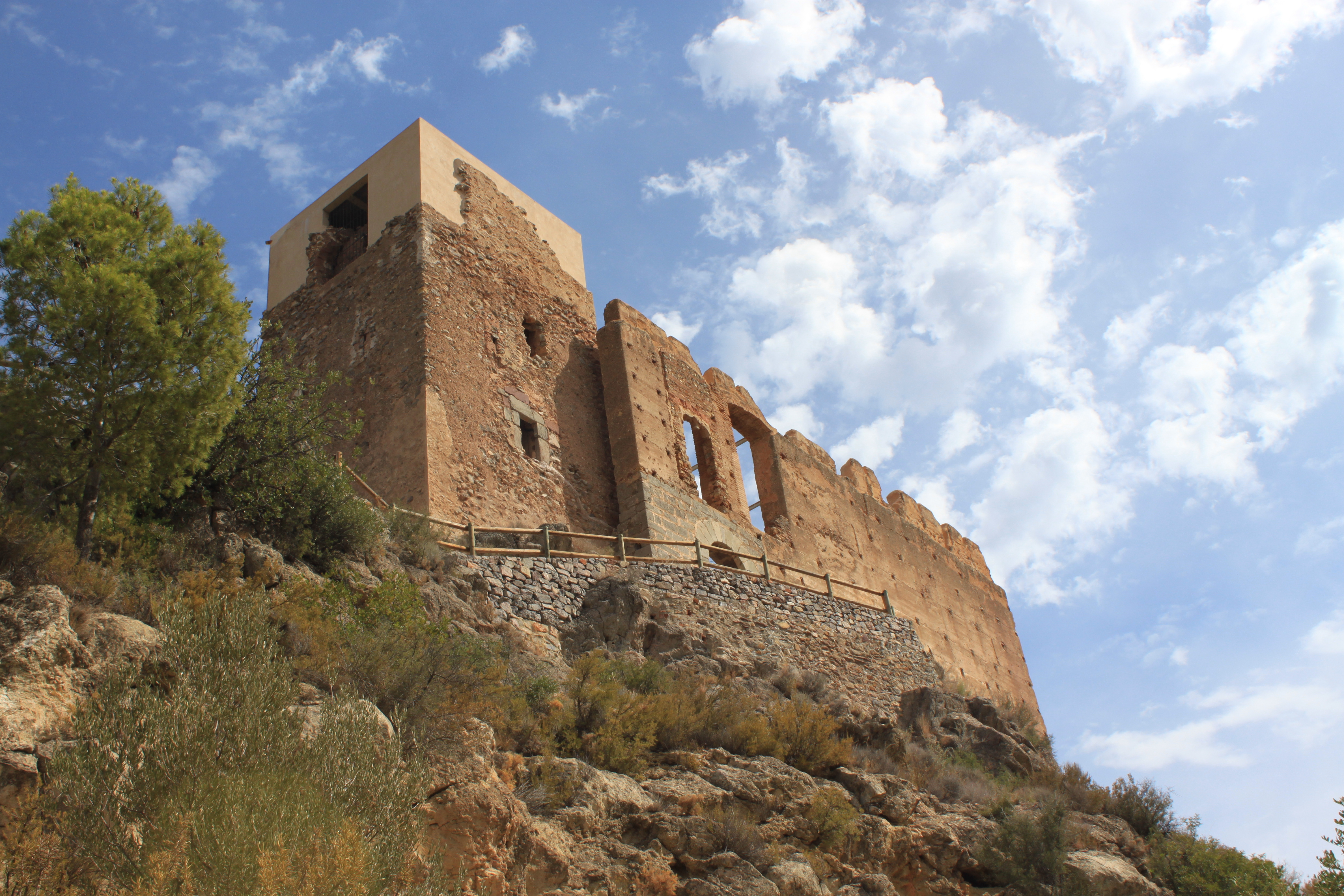
Castillo de Beselga, en la vertiente norte
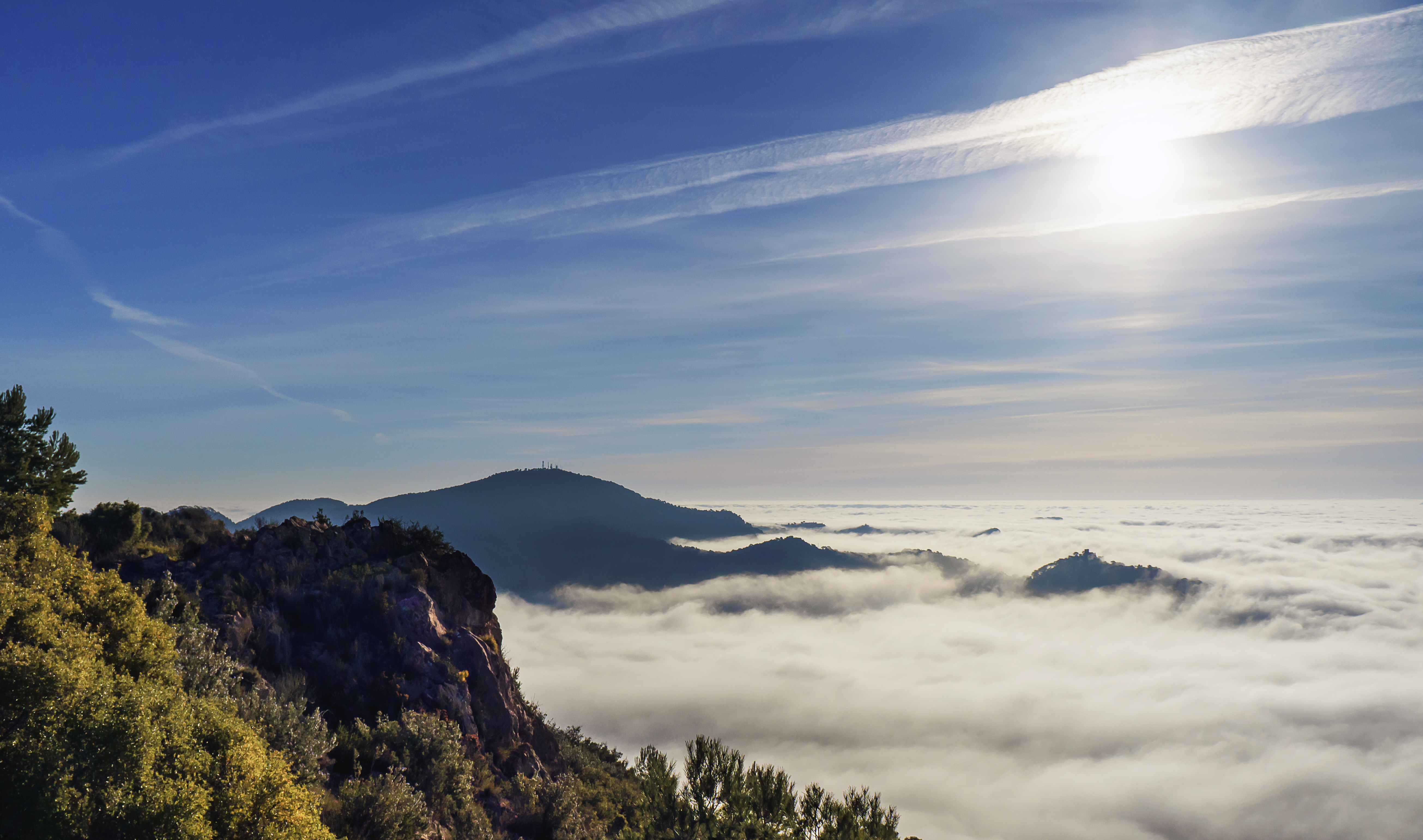
Cumbre de Rebalsadors (798 m.)